# Bravasaurus
Bravasaurus („ještěr (národního parku) Laguna Brava“) byl rod titanosaurního sauropodního dinosaura z kladu Rinconsauria, žijícího v období svrchní křídy (asi před 70 miliony let) na území Argentiny (provincie La Rioja, lokalita Quebrada de Santo Domingo). 

## Objev a popis
Fosilie tohoto zástupce skupiny Lognkosauria byly objeveny v Patagonii v sedimentech souvrství Ciénaga del Río Huaco a vědecky popsány roku 2020 jako typový druh Punatitan coughlini. Druhové jméno odkazuje k etniku lidí, kteří v 19. století chovali v Andách dobytek.
Blízce příbuzný tomuto druhu byl například rod Rinconsaurus a další rinkonsauři. Objev ukázal, že rinkonsauři byli koncem křídy mnohem rozšířenějšími sauropody, než se doposud předpokládalo. Ve stejné studii s bravasaurem byl popsán ještě podstatně větší sauropod, který dostal vědecké jméno Punatitan coughlini. Bravasaurus byl relativně malým sauropodem, dlouhým kolem 7 metrů a byl tak nejmenším známým zástupcem kladu Colossosauria.